# Blog de mode
Un blog de mode, sur Internet, est un blog qui s'intéresse à la mode et qui à l'origine présentait parfois des photographies de mode de passants consentants prises dans les lieux publics d'une ville. Les blogs de mode se sont ensuite spécialisés pour traiter plus en profondeur des différents sujets connexes à la mode : photographie de mode, communication, ou encore économie. 

## Historique
L'apparition des blogs date de la fin des années 1990, ressemblant le plus souvent à un journal intime. L'idée de départ "Web-log" était de partager ses centres d'intérêt avec les autres. L'un des premiers blog de mode notable reste l'américain « The Budget Fashionista », suivi par bien d'autres tel Style Rookie. En quelques années, la popularité des blogs de mode grossit de façon exponentielle, jusqu'à ce que ceux-ci deviennent une « alternative et/ou complément » de la presse traditionnelle. Leur succès se base parfois sur leur « point de vue subjectif et le ton désinvolte », mais surtout sur une démocratisation de la mode et une proximité parfois, le tout très éloigné des médias plus classiques. Pourtant au cours des années, presse et marques de mode ont appris à s'inspirer des blogs puis à collaborer. 
Au cours des années 2010, le trafic de ces blogs décline et se voit reporté sur des réseaux sociaux comme Instagram ou Facebook : les « blogueuses », utilisant de multisupports et se professionnalisant, troquent alors leur titre pour celui d'« influenceuses »,. Au-delà du traditionnel blog, la communauté s’élargit aux vlogs et chaînes YouTube.

## Modèles économiques
Depuis la fin des années 2000, le secteur se professionnalise avec l’arrivée des premières blogueuses à plein temps (Garance Doré, La Revue de Kenza, Le Blog de Betty, The Cherry Blossom Girl), souvent autodidactes. « Toutes ces influenceuses ont créé un nouveau métier, le leur. » Elle se voient suivies par la blogosphère de la mode masculine à l'instar de BonneGueule ou Comme un camion.
Aujourd’hui les blogs à fort trafic passent, à l’instar des médias classiques, par des régies qui regroupent plusieurs blogueurs, et se chargent de la commercialisation des espaces publicitaires. Les deux principales agences (Talent Agency, Glam Media (en)) ont toutes deux levé plusieurs millions d’euros en 2013 pour poursuivre leur développement. « Rien n'est vraiment gratuit avec les blogueuses. toutes les grandes influenceuses disposent d'un agent qui gère leurs droits » précise Eric Briones. C'est le cas de Chiara Ferragni par exemple dont le manager multiplie les partenariats entre la blogueuse et les marques. Outre l'aspect financier, cette multiplication des contrats permet de démontrer une relative indépendance vis-vis des marques. De toutes façons, « les entreprises ont tout intérêt à respecter l’indépendance du blogueur ».
Face aux audiences importantes de ces blogs, de plus souvent ciblées, les commentaires sur chaque publication, ainsi que la bonne gestion de ceux-ci, concourent à augmenter encore le trafic et à attirer les annonceurs. La dimension de la communauté fidèle au blog reste primordiale. Plus ce trafic et le ranking sont élevés, plus les tarifs augmentent.
Les quatre principales méthodes de monétisation des blogs sont : 
- La diffusion de bannières publicitaires et liens sponsorisés ;
- la rédaction et la diffusion de billets sponsorisés[n 2] ;
- les revenus liés à la diffusion de liens d’affiliation ;
- les collaborations avec les marques[6].

La monétisation des blogs repose donc en partie sur les mêmes fondements que les médias traditionnels, avec des annonceurs (les marques et les sites de vente en ligne) qui passent commande pour réaliser ou diffuser un message publicitaire, parfois pudiquement appelé « recommandation éditoriale ». Des modèles économiques alternatifs sont apparus, comme la création de contenu de marque, le développement leur propre marque de vêtements en parallèle, les modèles freemium sans publicité, ni sponsors ou affiliation. Si les marques refusent parfois de rémunérer les blogues, elles peuvent investir dans des productions parallèles comme des web-séries. Les rémunérations dégagées par ces divers types de revenus reste pourtant un sujet tabou, où peu de chiffres circulent,.
En parallèle, nombre de blogueur publient également des livres dont certains sont des best-sellers. D'autres commercialisent des collections à leur nom, avec le lancement de marques en propre.
Tous ces revenus que génèrent ces blogs de mode a parfois engendré une certaine déception auprès du lectorat ainsi que de vives critiques de la part de médias classiques, reprochant aux auteurs un manque de professionnalisme ou d’objectivité quant à leurs annonceurs et, finalement, de crédibilité. Recevant rémunération ou « cadeaux », leur indépendance est remise en cause, d'autant plus que les « reportages » sponsorisés ne sont pas toujours indiqués comme tels alors que la loi les y oblige. « Ça a été une erreur de les accepter et de se vanter » affirme Leandra Medine (en) à la suite de ces polémiques. Les notions d'éthique ou de déontologie apparaissant dans le débat,.

## Rivalité entre les journalistes et les blogueurs
L'arrivée en masse des blogueurs dans le monde de la mode n'est pas forcément vue d'un très bon œil par tous. Les journalistes en premier lieu puisqu'ils ou elles se retrouvent ainsi en concurrence avec un nouvel adversaire  qui plus est très à l'aise avec les différentes plateformes numériques. Une évolution majeure pour ceux qui tenaient les rênes sans partage jusqu'alors de la diffusion de contenu. Cette rivalité — une « guerre ouverte » — débute en 2008 pour le défilé Dolce & Gabbana où les blogueurs modes, clairement des habitués du « street style », sont au premier rang au côté des plus importantes rédactrices de mode. Ainsi, Anna Wintour ou Suzy Menkes côtoient Bryanboy (en), Tommy Ton (en), Garance Doré, postant en direct grâce aux ordinateurs fournis par la marque italienne.
En tête de file lorsqu'il s’agit de relancer le débat, le magazine féminin Vogue qui ne cachait pas son mépris vis-à-vis de ces nouvelles pratiques. En atteste, en 2011, les déclarations de Franca Sozzani, alors rédactrice en chef du magazine Vogue Italie, relayées par Géraldine Dormoy sur L'Express Styles : « Pourquoi les blogueurs sont-ils placés au premier rang des défilés ? » « Avons-nous besoin d'eux ? Ils n'expriment aucune opinion, ils ne font que parler d'eux-mêmes et se prennent en photo dans des tenues absurdes. » « Comme les papillons de nuit, ils sont inoffensifs car ils ne vivent qu'une nuit. » Ces déclarations ne sont pas passées inaperçues même si elle a toutefois tenue à préciser qu'il existait des exceptions « certains blogueurs sont remarquables » avant de finalement en remettre une petite couche « Attendons une minute avant de les acclamer ou de les détester. Il existe encore beaucoup de gens qui ne savent pas ce qu'est un blogueur. […] Nous n'en sommes qu'à la phase d'observation. La seule chose que je sais avec certitude, c'est que s'ils étaient une maladie, on appellerait ça un virus. Une épidémie ! » La respectée Suzy Menkes reste critique envers les sorties de défilés mélangeant blogueurs et invités, qu'elle compare à des paons qui « paradent en faisant la roue ». Elle affirme que « ces individus sont uniquement connus grâce à leur page Facebook, leur blog ». Les réactions à ce billet d'humeur sont nombreuses, de Susie Lau (en) à Leandra Medine (en) qui remarque le manque « d'ouverture d'esprit » de la journaliste américaine alors que d'autres soulignent « la frustration des rédactrices de mode exaspérées par ce mouvement […], la prolifération des blogs sur la toile ».
Imran Amed (en), qui a débuté par un petit blog personnel avant de fonder The Business of Fashion, surenchérit en racontant que « les premiers blogs ont été lancés par passion, pas pour permettre à leurs créateurs de s'asseoir au premier rang des défilés et de devenir célèbres », des « stars éphémères ». Pourtant, seulement quelque temps après, ce même magazine L'Express Styles, qui relaie largement ces anicroches, qualifie les blogueurs d'« acteurs incontournables de l'industrie de la mode » et en 2015, ce sont 25 blogueurs présents au défilé Louis Vuitton. Avec la numérisation de la communication, les marques telles Vuitton ont besoin de cette instantanéité des réseaux sociaux que la presse écrite ne peut fournir, même si cela peut poser la question de l'expertise réelle des blogueurs face aux journalistes avec des décennies d'ancienneté. La même Suzy Menkes précise que « certaines grandes marques se sont engouffrées dans la brèche, pour essayer de récupérer le contrôle sur le multimédia ».
Parfois cette rivalité perd son sens quand les blogs sont créés et animés par des journalistes produisant un contenu avec la même rigueur journalistique que pour les journaux qui les emploient.